# Q'eqchi'
El q'eqchi' (d'acord amb l'ortografia de la Academia de Lenguas Mayas de Guatemala) o també kektxí és una de les llengües maies (branca quitxé) parlada a Guatemala per l'ètnia dels kektxís, als departaments d'Alta Verapaz, Baja Verapaz, El Petén, Izabal i El Quiché. És l'idioma amb major extensió territorial i el quart en quantitat de parlants darrere del castellà, el quitxé i el caktxikel. També hi ha parlants de q'eqchi' al districte de Toledo (Belize) i a Chiapas (Mèxic). A causa de les recents migracions també hi ha parlants q'eqchi' al Salvador.

## Fonologia
Abaix hi ha la fonologia q'eqchi', amb ortografia ALMG entre parèntesis.

### Consonants
|                                  | Bilabial   | Alveolar        | Post-alveolar | Alveo-palatal   | Velar       | Uvular      | Glotal |  |
| -------------------------------- | ---------- | --------------- | ------------- | --------------- | ----------- | ----------- | ------ |  |
| Oclusiva                         | p ɓ (p b') | t tʼ (t t')     |               |                 | k kʼ (k k') | q qʼ (q q') | ʔ (')  |  |
| Oclusiva (manlleus del castellà) | b (b)      | d (d)           |               |                 | ɡ (g)       |             |        |  |
| Africada                         |            | ts tsʼ (tz tz') |               | tʃ tʃʼ (ch ch') |             |             |        |  |
| Fricativa                        |            | s (s)           | ʃ (x)         |                 | x (j)       |             |        |  |
| Nasal                            | m (m)      | n (n)           |               |                 |             |             |        |  |
| Bategant                         |            | ɾ (r)           |               |                 |             |             |        |  |
| Lateral                          |            | l (l)           |               |                 |             |             |        |  |
| Semivocal                        | w (w)      |                 |               | j (y)           |             |             |        |  |

### Vocals
|         | Anterior | Central | Posterior |
| ------- | -------- | ------- | --------- |
| Tancada | i iː     |         | u uː      |
| Mitjana | e eː     |         | o oː      |
| Oberta  |          | a aː    |           |

### Prosòdia
Amb unes poques excepcions-interjeccions, tals com uyaluy, principalment (Kockelman 2003)— L'accent prosòdic sempre cau al final de la síl·laba (Stewart 1980).

## Ortografies
S'han desenvolupat uns quants sistemes d'escriptura per al q'eqchi', però només s'usen dos: SIL i ALMG.

### Primeres transcripcions
Abans que Sedat i Eachus & Carlson desenvolupessin l'ortografia SIL, els investigadors de camp van intentar reconstruir la seva pròpia forma d'escriure el q'eqchi '(com es va fer en molts altres idiomes "exòtics"). Per exemple, Robert Burkitt, en el seu escrit "Notes on the Kekchí Language" (1902) va desenvolupar un mitjà de transcripció molt diferent de les normes vigents (com una qüestió de fet, va ser un dels primers lingüistes de camp en treballar amb l'ortografia q'eqchi').

### SIL
Els investigadors de camp del Summer Institute of Linguistics (SIL) principalment William Sedat en els 1950 i Francis Eachus i Ruth Carlson en 1960, van desenvolupar una ortografia sistemàtica. Encara que ja no es considera estàndard aquesta ortografia seguit circulant en gran part a causa de la popularitat d'alguns texts com la Bíblia protestant produïts pel SIL/Wycliffe bible Translation Project, i àmpliament utilitzat en el llibre d'aprenentatge d'idiomes "Aprendamos kekchí."

### ALMG
El Proyecto Lingüístico Francisco Marroquín va desenvolupar una nova ortografia a finals dels 1980 i començament del 1990. Aquest sistema, modificat posteriorment per l'Academia de Lenguas Mayas de Guatemala (ALMG), és ara considerada la manera estandariatzada i oficial d'escriure q'eqchi', almenys a Guatemala.
En l'actual ortografia hi ha 33 grafemes (lletres), cadascuna d'elles s'entén que corresponen a un determinat fonema. Aquests inclouen vocals per separat per a sons llargs i curts, així com les parades glotals que acompanyen certes consonants.

### Comparació de les dues principals ortografies
| ALMG                                            | SIL                                              | Traducció                                                       |
| ----------------------------------------------- | ------------------------------------------------ | --------------------------------------------------------------- |
| maak'a ta chink'ul sa' laa muheb'al aaki'chebal | maac'a ta chinc'ul sa' laa muhebal aaqui'chebaal | Que res em passi en els seus llocs ombrívols i els seus boscos. |
| yo chi amaq'ink laj Kachil Petén                | yo chi amak'inc laj Cachil Petén                 | Carlos viu (està vivint) a Petén.                               |